# Любанська сільська рада
Любанська сільська рада (біл. Любанскі сельсавет) — адміністративно-територіальна одиниця в складі Вілейського району розташована в Мінській області Білорусі. Адміністративний центр — Любань.
Любанська сільська рада розташована на межі центральної Білорусі, у північній частині Мінської області орієнтовне розташування — супутникові знимки [Архівовано 25 серпня 2011 у WebCite], на північ від Вілейки.
До складу сільради входять 32 населених пункти:
- Бильцевичі • Будки • Довборове • Бутримово •  Дядичі • Жовтки • Жерствянка • Журихи • Заозер'я • Казани •  Карвели • Коловичі • Короткі • Червоний Берег •  Кузьмичі • Ліски • Любань • Любовши • Новики •  Нові Зимороди • Острови • Порса • Стебераки • Сівце • Сніжково • Студенки • Сухарі •  Талуть • Туровщина • Цна • Цинцевичі